# 공주 금학동 고분군
공주 금학동 고분군(公州 錦鶴洞 古墳群)은 대한민국 충청남도 공주시 금학동에 있는 백제의 고분군이다. 2004년 4월 10일 충청남도의 기념물 제168호로 지정되었다.

## 개요
공주 금학동 고분군은 공주시 동남쪽에 위치한 월성산(月城山) 서남단 자락인 공주시 옥룡동―금학동을 연결하는 공주터널 상층부에 위치하고 있으며, 이 지역 일대는 물안주(無雁州)로 불려왔다.
일제시대에 6기의 횡혈식 석실고분이 발견·조사보고 되었으며, 1960년대에는 궁륭식 석실분 1기, 1989년의 공주터널 건설공사 시에는 횡혈식 석실분 2기가 수습·조사되었다.
2000년 발굴조사 시에는 횡혈식 석실분 21기, 횡구식 석곽분 2기, 수혈식 석곽분 3기, 석곽 옹관묘 3기, 토광묘 9기, 외곽묘 1기, 수혈유구 3기, 미상유구 1기 등 총 43기의 유구가 발견되었다.
2000년 발굴조사 시에 원형이 잘 보존된 43기의 백제 고분군 등이 밀집 발견된 백제시대 묘제 연구의 귀중한 자료이며, 이들 고분군에서 출토된 금·은제의 유물은 웅진시대 백제지배층에 대한 귀중한 학술·연구 자료이다.

## 참고 자료
- 공주금학동고분군 - 국가유산청 국가유산포털